# Ngựa lùn Landais
Ngựa lùn Landais là một giống ngựa có nguồn gốc từ nước Pháp. Đây là một giống ngựa có kích thước nhỏ và nay thuộc diện cực kỳ nguy cấp, có nguy cơ tuyệt chủng:44. Ngựa lùn Landais có nguồn gốc từ vùng đồng bằng và vùng đất đầm lầy ở vùng Landes là địa điểm nằm trong vùng Nouvelle-Aquitaine ở phía tây nam nước Pháp, tuy nhiên chúng lại thường được chăn nuôi trong khu vực Pyrénées-Atlantiques, đặc biệt là ở quận Pau. Do ảnh hưởng từ dòng máu ngựa Ả rập và ngựa xứ Wales, tổng thể tướng dáng của giống ngựa này cho thấy sự tương đồng so với các nòi ngựa phương Đông so với các giống Celtic khác:482. Ngựa lùn Landais được sử dụng để cưỡi và kéo xe, chúng là một con ngựa chạy nước kiệu êm.
Ngựa Landais được sử dụng như một con ngựa cưỡi thường dành do trẻ em vừa cưỡi đi dạo và leo núi, chúng cũng đượng dùng trong các môn thể thao thi đấu như thi nhảy, tổ chức sự kiện và trình diễn ngựa. Ngựa Landais là một con ngựa nước kiệu cừ khôi và được sử dụng trong các cuộc đua nước kiệu và trong đua xe kéo xe, trong đó, một con ngựa Landais có tên là Jongleur đã nắm giữ kỷ lục về cuộc chạy đua 100 km (62 dặm) từ Paris đến Chartres. Ngựa Landais là một trong những giống được sử dụng trong việc tạo ra giống ngựa lùn Français de Selle hoặc giống ngựa cưỡi Pháp.